# Fengcheng (Yichun)
Fengcheng léase Fong-Cheng (en chino, 丰城市; pinyin, Fēngchéng shì; literalmente, ‘ciudad abundante’) es un municipio bajo la administración directa de la Prefectura Yichun en la provincia de Jiangxi, República Popular China. Su área es de 2836 km² y su población total para 2018 superó los 1,5 millones de habitantes.

## Administración
El municipio de Fengcheng se divide en 33 pueblos que se administran en 6 subdistritos, 20 poblados y 7 villas.